# Harald Goldau
Harald Goldau (* 1957 in Rathenow) ist ein deutscher Fertigungstechniker und Maschinenbau-Professor für Fertigungstechnik und seit 2002 an der Hochschule Magdeburg-Stendal tätig.

## Leben
Sein beruflicher Werdegang begann 1979 mit einem Studium der metallverarbeitenden Industrie an der TU Magdeburg, das er 1984 abschloss. Er promovierte 1987 mit einer Arbeit zur Nutzung von Körperschallsignalen zur Werkzeugüberwachung. Von 1986 bis 2002 war er als Entwicklungsingenieur, Technologe und Entwicklungsleiter in mehreren Werkzeugmaschinenunternehmen in Magdeburg und in Wuppertal tätig. Seit 2002 ist er Professor für das Lehrgebiet Fertigungstechnik und Fertigungsmesstechnik an der Hochschule Magdeburg-Stendal. Bereits im Jahr 2004 initiierte er die Gründung eines Spin-offs zur Fertigungstechnik, der InKRAFT – Ingenieurgesellschaft für kraftgeregelte adaptive Fertigungstechnik mbH, die 2013 mit einem Hugo-Junkers-Innovationspreis und einem Sonderpreis für die Entwicklung eines Endoskopes ausgezeichnet wurde. Goldau ist Mitglied im Koordinierungsausschuss des Kompetenznetzwerkes für Angewandten Technologietransfer und seit 2014 Prorektor für Forschung, Entwicklung und Technologietransfer an der Hochschule Magdeburg-Stendal. 2016 erhielt er die Gruson-Ehrenplakette des Vereins Deutscher Ingenieure (VDI).

## Forschungsfelder
Im Fokus der Forschung von Harald Goldau stehen kraftgeregelte Bearbeitungsprozesse in der metallverarbeitenden Industrie. Seine Arbeit ist durch Projekte mit der Industrie, Gutachtertätigkeiten, Veröffentlichungen und 21 Patente dokumentiert. Goldau arbeitet ebenfalls in interdisziplinären Projekten der Medizintechnik mit, in denen es um Verschleißminimierung an Gelenken geht.
Schwerpunkte seiner Arbeit sind:
- Fertigungstechnik
  - Spanende Bearbeitung
  - Kraftgeregelte Bearbeitungsprozesse, wie Reibschweißen und Superfinishen[17]
  - Gestaltung von Fertigungsprozessen
- Fertigungsmesstechnik[18]
  - Prozessmesstechnik
  - Messen und Bewerten von Funktionsflächen
  - Sensorik und Aktorik zur Prozessunterstützung
- Maschinen- und Geräteentwicklung
  - Kombinationsbearbeitung auf Werkzeugmaschinen
  - Messen in Werkzeugmaschinen und Fertigungsorganisationen
  - Betriebsorganisation unter den Aspekten Industrie 4.0, Wirtschaft 4.0